# Тёрнстрём, Ида
Ида Альбертина Тёрнстрём (швед. Ida Albertina Törnström; 24 марта 1862, Гётеборг — 26 августа 1949) — шведская писательница, преподавательница и художница.

## Биография
Ида Тёрнстрём родилась в Гётеборге в 1862 году. Она была дочерью Карла Йохана Эмануэля Тёрнстрёма и Альбертины Стрёмберг и сестрой Анны Тёрнстрём. Ида ходила в плавание с отцом, который был морским капитаном, в Англию и Канаду в 1875 году. После возвращения на родину она окончила школу в Гётеборге. Она продолжила свое обучение в Технической школе в Стокгольме, а затем вместе с Рейнхольдом Каллмандером, Карлом Ларссоном и Бруно Лильефорсом училась в школе живописи Валанда в Гётеборге в 1886—1889 годах.
Летом 1891 года она жила в Португалии и во Франции, где провела некоторое время в Гре, прежде чем отправиться в Париж. В столице Франции она обучалась у французского художника Анри Жерве. В 1892 году она вернулась в свой родной город, где давала частные уроки рисования. С 1896 года она работала учительницей рисования Кьелльбергской женской школе в Гётеборге, с 1908 года — в своём учительском семинаре, с 1908 по 1913 год — в школе Сигрид Рудебек и с 1909 по 1912 год — в Гётеборгской женской народной школе. Под псевдонимом Сёльве (швед. Sölve она опубликовала свои поэтические сборники Dikter в 1900 году и Rhytmisk trollmakt. Samlade dikter в 1922 году. Кроме того её работы появлялись в журналах и ежедневной прессе.
Ида с сестрой опубликовали в 1906 году в журнале «Varia» текст Kring sekelskiftet (На рубеже веков). Их путевые воспоминания и фотографии Гётеборга были опубликованы в 1937 году.
К живописным работам Тёрнстрём относились натюрморты, интерьеры, городские пейзажи Швеции и Дании, а также лесные пейзажи. Её картины были включены в Парижский салон в 1892 году, а в 1913 году она участвовала в Выставке шведского художника в Вене. Она участвовала в выставках в Академии художеств в 1911 году, в Художественном зале Лилевальча в 1917 году, а также в Лунде, Хельсингборге и Гётеборге. Тёрнстрём создала несколько экслибрисов и выполнила несколько заказов по иллюстрированию, в том числе поэмы Виктора Рюдберга «Поэзия детства». Работы Тёрнстрём ныне представлены в Национальном музее в Стокгольме и Городском музее Гётеборга.
Ида Тёрнстрём умерла в Гётеборге в 1949 году.